# Ittamadu, Ramanagara
Ittamadu là một làng thuộc tehsil Ramanagara, huyện Ramanagara, bang Karnataka, Ấn Độ.